# Дюссельдорф-Гарат

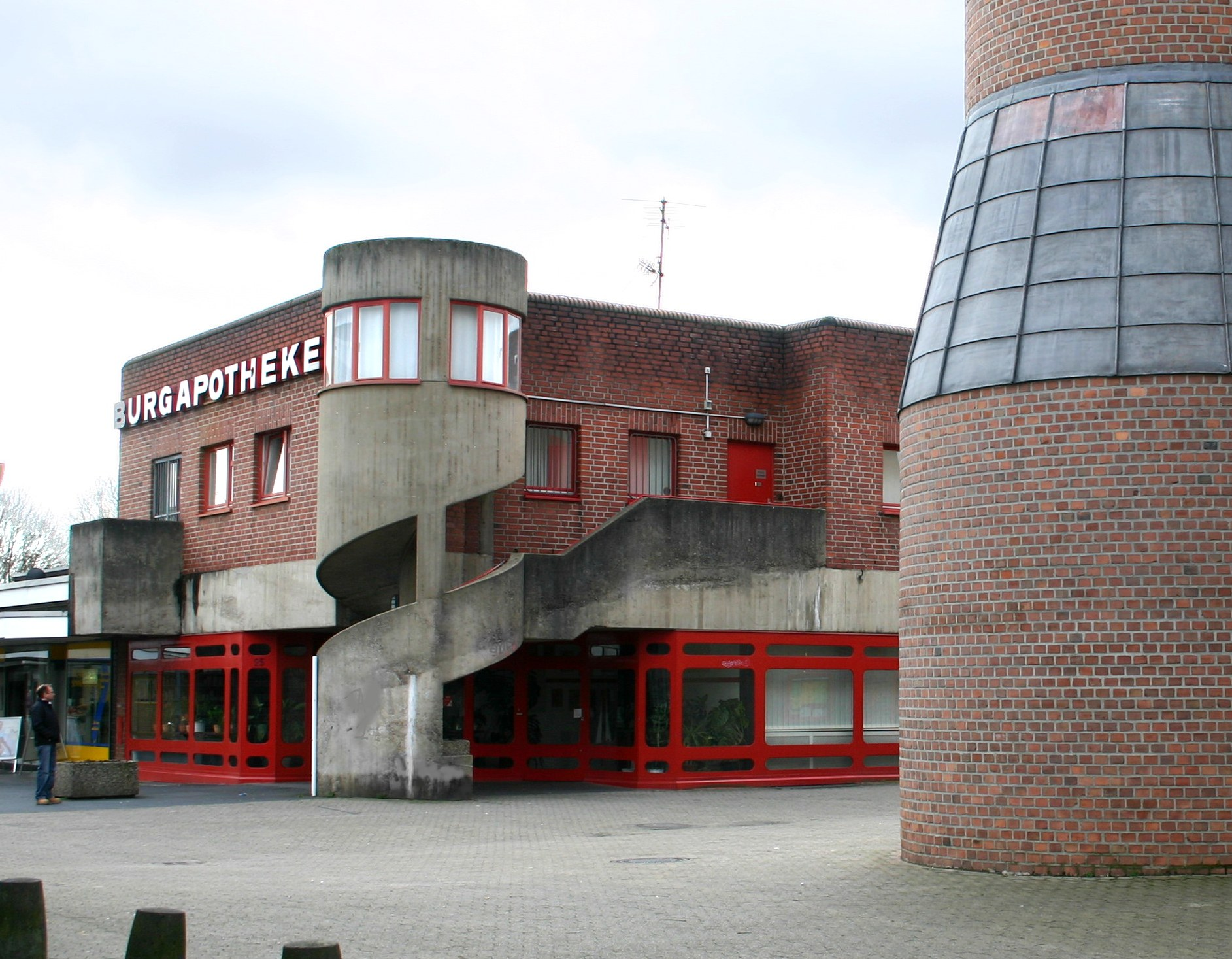
Новый Гарат

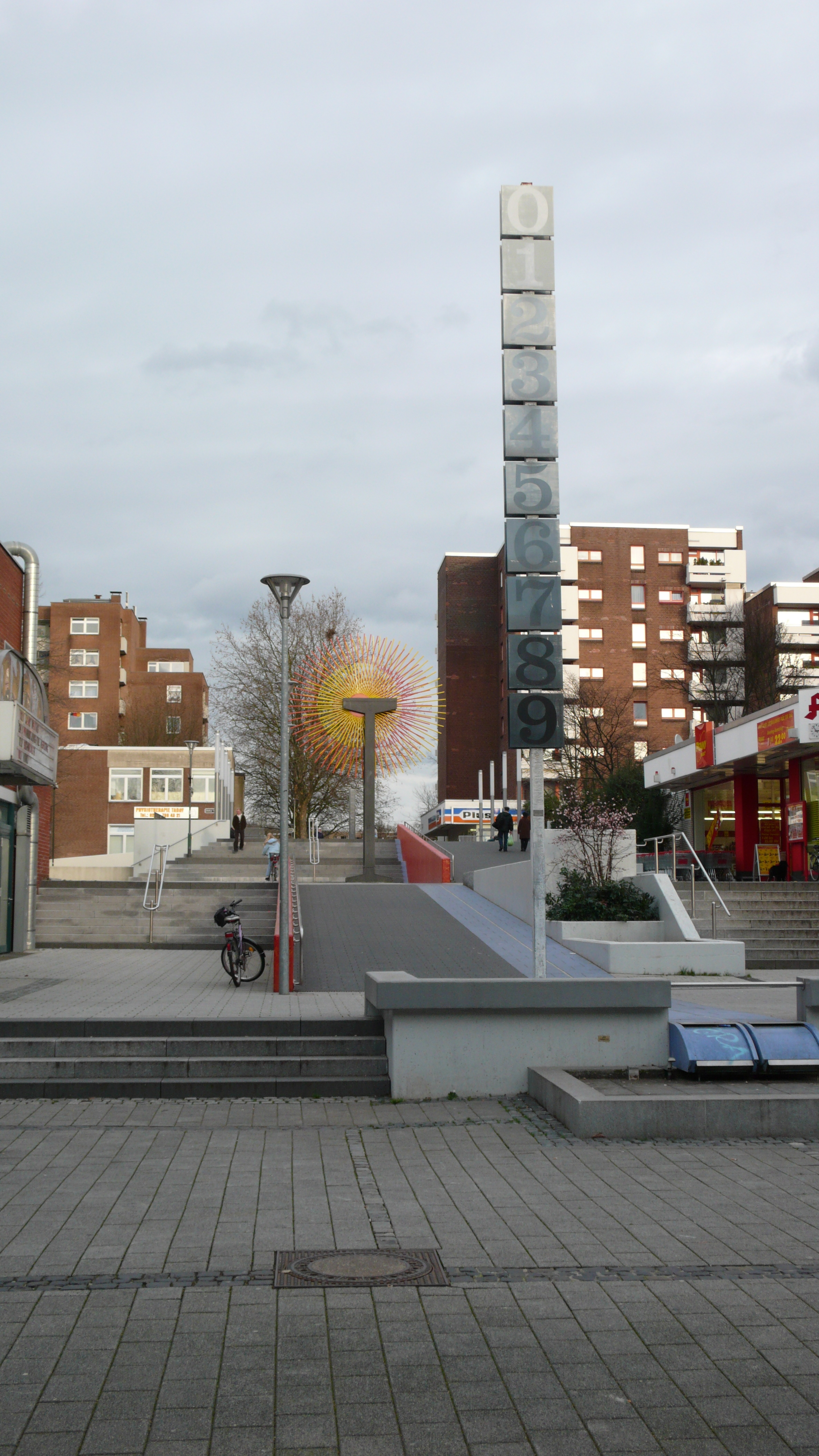
Центральная часть Гарата

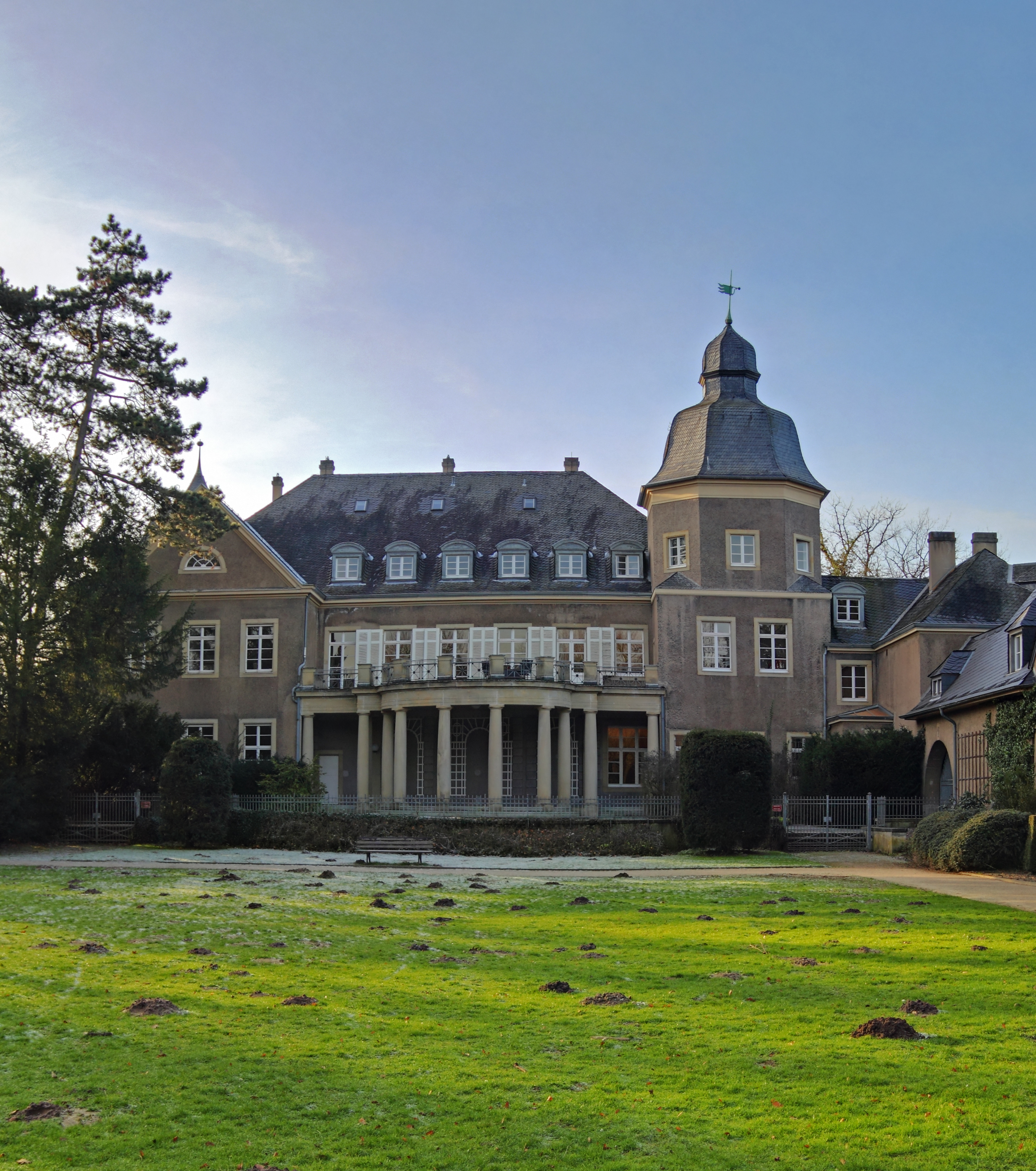
Замок Гарат

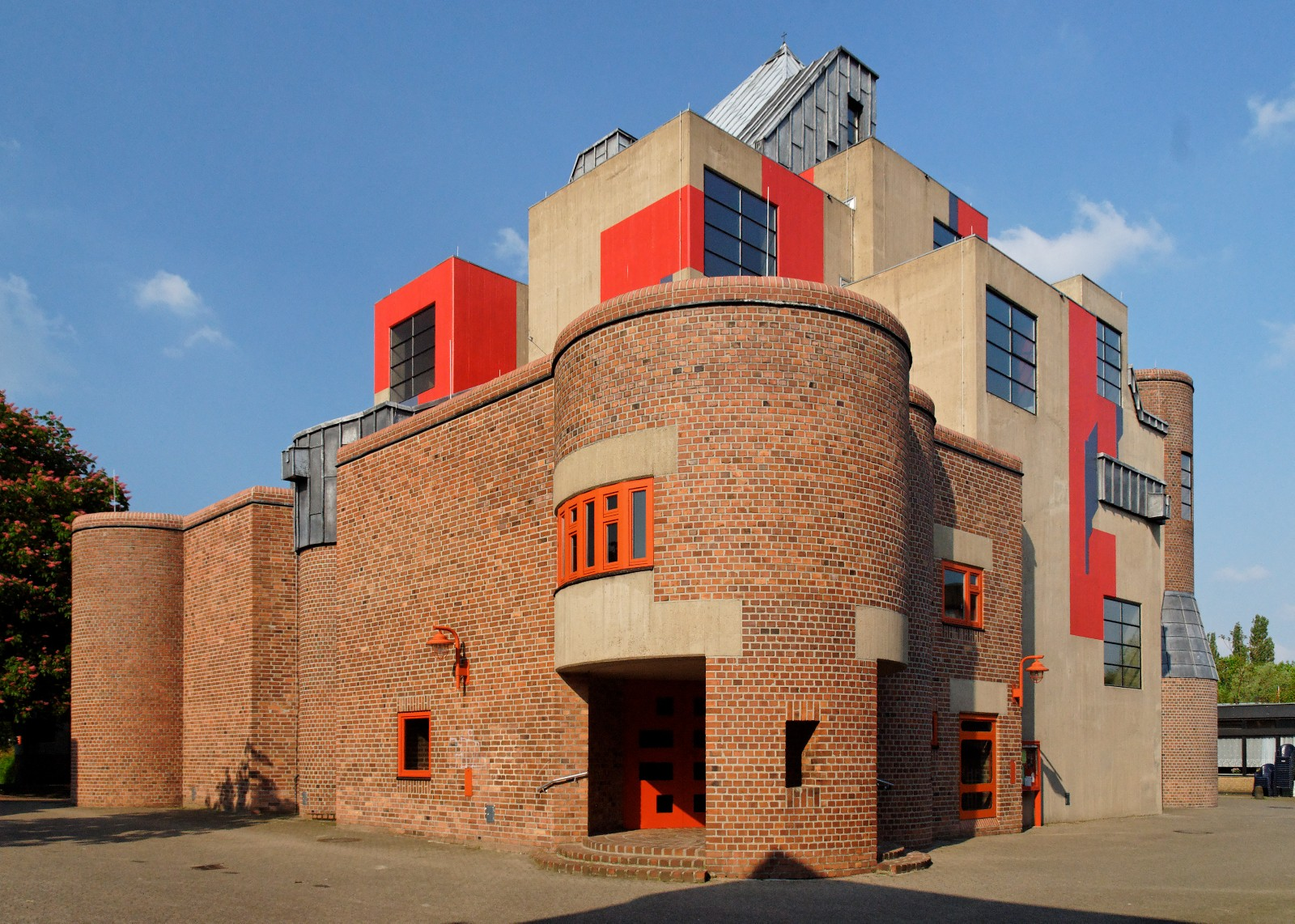
Церковь Св. Матфея, Гарат

Гарат (нем. Garath) - один из 50-ти административных районов Дюссельдорфа (Северный Рейн-Вестфалия, Германия), расположенный в южной части города (на севере округа 10).

## Положение
Положение района выгодное. Он расположен на интенсивном транспортном коридоре Дюссельдорф-Леверкузен-Кёльн (через центр Гарата проложен автобан A 59 c въездным-выездным кольцом, а также скоростная железная дорога Дюссельдорф-Кёльн). Район не пользуется выгодами положения в полной мере, например, здесь отсутствует остановка скорых поездов, а существует только остановочная платформа для пригородных электропоездов, курсирующих между Дюссельдорфом, Лангенфельдом и Кёльном. Район расположен несколько в стороне от судоходного Рейна, имея выход только к его старому заброшенному рукаву Старый Рейн.
Гарат граничит с другими административными районами Дюссельдорфа: Бенратом, Урденбахом, Хеллерхофом. На северо-востоке Гарат граничит с городом Хильденом. На западе часть Гарата занимает охраняемый природный комплекс Урденбахер Кемпе (Urdenbacher Kämpe), а на востоке начинаются холмы Горной страны (Bergisches Land).

## Общая характеристика и особенности
Гарат вошёл в состав Дюссельдорфа 1 августа 1929 года. В настоящее время является спальным районом города. Экономическая деятельность сводится к розничной торговле и сфере обслуживания. Район застроен средне-и многоэтажными жилыми домами, среди которых размещены детские дошкольные заведения, церкви и места общественного пользования (скверики и зелёные зоны).
Отличительной особенностью Гарата является факт проживания значительного количества иммигрантов, среди которых преобладает русскоязычное население. Этот фактор приводит к постоянному оттоку местного коренного немецкого населения и осложнению криминагенной обстановки в районе. Наиболее частыми преступлениями являются грабежи, квартирные кражи и вандализм. В Гарате находится старое еврейское кладбище, находящееся под охраной города, как объект культурного наследия.

## Улицы
В Гарате насчитывается 58 улиц различных типов. Собственно улиц (Straße) —  48. На втором месте улицы, называющиеся "дорогами" (Weg), их всего 5. Кроме этого имеется одна площадь (Heinrich-von-Brentano-Platz) и одна аллея (Garather Schloßallee). Оставшиеся три улицы имеют специфические названия (Am Buchholzer Busch, Am Kapeller Feld, An den Garather Hütten). Главная улица Гарата (Kurt-Schumacher-Str.) является пешеходной зоной.  По другим важным улицам проложены автобусные круговые маршруты 778, 779 и пригородный маршрут 789, соединяющий дюссельдорфский район Бенрат с городом Монхайм-на-Рейне.

## Достопримечательности
- Заливные природоохранные луга "Урденбахер Кемпе" с руслом Старого Рейна
- Охраняемый участок Гаратского леса с семейством диких кабанов
- Замок Гарат
- Церковь Дитриха Бонхёффера (Dietrich-Bonhoeffer-Kirche), евангелическая, архитекторы Хентрих и Петшниг (Hentrich + Petschnigg)
- Церковь Св. Норберта (St. Norbert), католическая, архитектор Герхард Нитшке (St. Norbert)
- Церковь Св. Матфея (St. Matthäus), католическая, архитектор Готфрид Бём (Gottfried Böhm)
- Церковь Терезы из Лизьё (St. Theresia vom Kinde Jesu), католическая, архитектор Пауль Георг Хопманн (Paul Georg Hopmann)
- Часовня Св. Хильдегард (St. Hildegardis), католическая при доме престарелых, архитектор Готфрид Бём (Gottfried Böhm)
- Центральная торговая часть района
- "Солнечное колесо" (Sonnenrad) у культурного центра (Freizeitstätte Garath)
- Старое еврейское кладбище